# Filchenhard

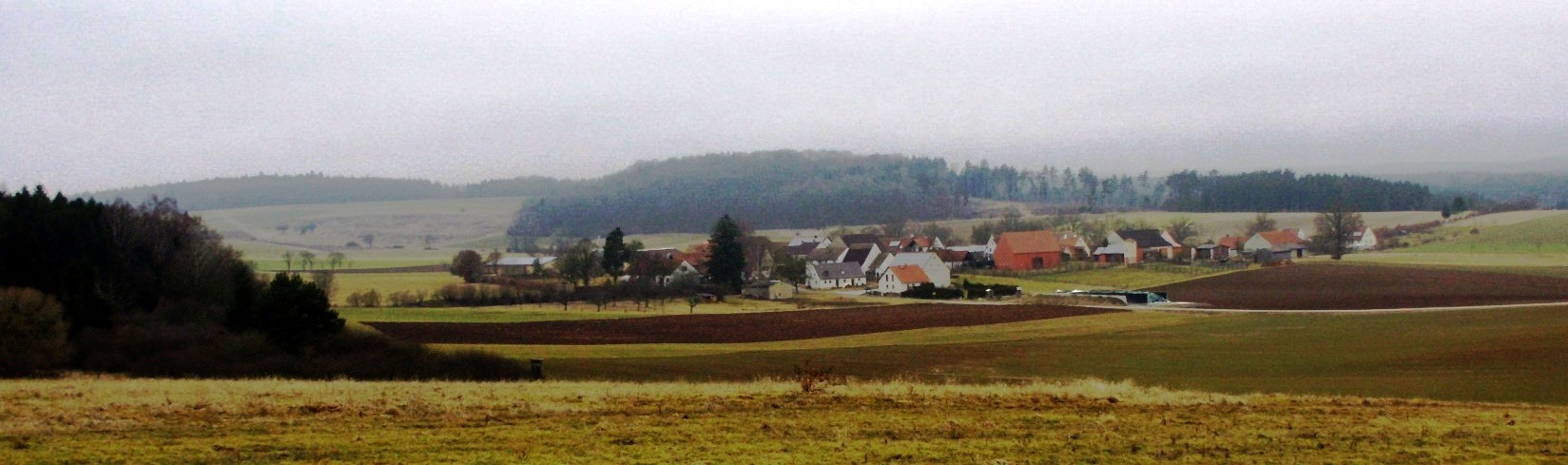
Filchenhard

Filchenhard ist ein Gemeindeteil der Stadt Gunzenhausen im Landkreis Weißenburg-Gunzenhausen (Mittelfranken, Bayern). Filchenhard liegt in der Gemarkung Cronheim.

## Lage
Das Dorf liegt, umgeben von Feldern und Wiesen, rund sechs Kilometer südwestlich von Gunzenhausen, nördlich der Staatsstraße 2219 und östlich der Kreisstraße WUG 24, mit der er durch zwei abzweigende Straßen verbunden ist. Eine weitere Verbindungsstraße führt zu dem südwestlich gelegenen Cronheim. Nordwestlich des Ortes entspringt der Filchenharder Graben, der nach einem Lauf von etwa drei Kilometern von links in den Wurmbach mündet.

## Ortsname
Der Ortsname bedeutet „Siedlung zum Wald, in dem die Füllen weiden.“

## Geschichte

### Vorgeschichte
In der Ortsflur wurden bronzezeitliche Funde gemacht. Unweit des Ortes führte im Norden der Obergermanisch-raetische Limes vorbei, dessen Spuren man im Gemeindeholz „Bauholz“ noch gut verfolgen kann.

### 14. bis 18. Jahrhundert
Eine im 17. Jahrhundert kopierte Urkunde aus der Zeit von 1300 bis 1364 nennt den Ort erstmals als „Fulchenhardt“; Ulrich und Johann von Trommetsheim hatten vom Bischof von Eichstätt den Zehnt des Dorfes zu Lehen. 1491 ist davon die Rede, dass zwei Untertanen von „Fulkenhart“ Abgaben an das Benediktinerkloster Auhausen zu leisten hatten. 1595 kaufte Friedrich Eyb zu Eybburg die Filchenhardschen Untertanen des Sebastian Neustetter, genannt Stürmer. Anfang des 17. Jahrhunderts (1608) waren die Besitzverhältnisse in „Filchenhart“ folgende: elf waren eybisch und zinsten nach Cronheim, einer war brandenburgisch-ansbachisch und zinste an das Klosteramt Auhausen; die hohe Gerichtsbarkeit lag beim markgräflichen Oberamt Gunzenhausen. Mit dem Verkauf des Gutes Cronheim durch Erasmus von Eyb gelangten 1617 dessen Besitzungen in Filchenhard an Johann Philipp Fuchs von Bimbach zu Schwaningen. Nach dem Dreißigjährigen Krieg bestand das Dorf bis zum Ende des Alten Reiches aus elf Untertanen, die an das eichstättische Amt (Arberg-)Cronheim zinsten, und einem Untertanen, der an das markgräflichen Kammeramt Gunzenhausen zinste. Ein Bauernhof und eine Selde, die zum Amt Cronheim gehörten, lagen 1665 kriegsbedingt öde. 1796 beschlagnahmte Preußen in markgräflicher Erbnachfolge die eichstättischen Gerichtsbarkeiten.

### Vom 19. Jahrhundert bis zur Gegenwart
1806 kam der Ort aus preußischer Hoheit an Bayern, wo er 1808 mit Cronheim, Stetten, Unterwurmach und Unterhambach den Steuerdistrikt Cronheim im Landgericht/Rentamt Gunzenhausen, dem späteren Landkreis Gunzenhausen, bildete. 1811 wurde Cronheim mit Filchenhard eine Ruralgemeinde. 1824 wohnten in den 12 Anwesen des Dorfes 78 Personen. 1829 ist der Filchenharder Weiher zwischen Filchenhard und Oberhambach erwähnt. 1867 vermeldet ein Ortslexikon des Königreichs Bayern für Filchenhard 25 Gebäude und 74 Einwohner, davon 9 Protestanten. 1950 bestand das Dorf aus 13 Anwesen mit 70 Einwohnern, 1961 aus 14 Wohngebäuden mit 57 Einwohnern. 1964 wurde Filchenhard an die zentrale Wasserversorgung der Wurmbacher Gruppe angeschlossen, die ihrerseits das Trinkwasser von der Gnotzheimer Gruppe bezog. 1965 wurde die Ortsdurchfahrt ausgebaut. Am 1. April 1971 wurde die Gemeinde Cronheim, zu der Filchenhard gehörte, nach Gunzenhausen eingemeindet.
In Filchenhard wird ostfränkisch gesprochen, während in benachbarten Orten das Schwäbische vorherrscht. Wie in der Vergangenheit, gehören auch heute die Katholiken zur Pfarrei Cronheim und die Protestanten zur Pfarrei Stetten.